# Natação nos Jogos Pan-Americanos de 2007 - 400 m medley masculino
O evento dos 400 m medley masculino nos Jogos Pan-Americanos de 2007 foi realizado no Rio de Janeiro, Brasil, em 16 e 17 de julho de 2007. 
Dezoito atletas participaram das preliminares. Os atletas com os oito melhores tempos classificaram-se à final.

## Medalhistas
| Ouro   | BRA Thiago Pereira  |
| Prata  | USA Robert Margalis |
| Bronze | CAN Keith Beavers   |

## Recordes
| Recorde mundial       | Michael Phelps (USA) | 4:06.22 | 01 de abril de 2007  | Melbourne |
| Recorde pan-americano | Curtis Myden (CAN)   | 4:15.52 | 03 de agosto de 1999 | Winnipeg  |

## Resultados
| Posição | Nadador                  | Preliminares | Preliminares | Final   |
| Posição | Nadador                  | Tempo        | Posição      | Tempo   |
| ------- | ------------------------ | ------------ | ------------ | ------- |
| 1       | Thiago Pereira (BRA)     | 4:18.93      | 1            | 4:11.14 |
| 2       | Robert Margalis (USA)    | 4:19.56      | 2            | 4:17.52 |
| 3       | Keith Beavers (CAN)      | 4:19.68      | 3            | 4:19.01 |
| 4       | Diogo Yabe (BRA)         | 4:25.72      | 7            | 4:25.18 |
| 5       | Bradley Ally (BAR)       | 4:23.04      | 4            | 4:25.36 |
| 6       | Tobias Oriwol (CAN)      | 4:24.84      | 6            | 4:26.85 |
| 7       | Andrew Callahan (USA)    | 4:23.84      | 5            | 4:26.86 |
| 8       | Omar Pinzón (COL)        | 4:30.76      | 8            | 4:28.82 |
|         |                          |              |              |         |
| 9       | Benjamin Guzmán (CHI)    | 4:31.97      |              |         |
| 10      | Gaston Rodríguez (ARG)   | 4:34.02      |              |         |
| 11      | Diego Castillo (PAN)     | 4:39.06      |              |         |
| 12      | Gianmarco Mosto (PER)    | 4:39.43      |              |         |
| 13      | Daniel Quiepo (URU)      | 4:39.64 NR   |              |         |
| 14      | Douwe Yntema (ESA)       | 4:40.48      |              |         |
| 15      | Branden Whitehurst (ISV) | 4:41.14 NR   |              |         |
| 16      | Morgan Locke (ISV)       | 4:47.89      |              |         |
| 17      | Christian Homer (TRI)    | 4:55.50      |              |         |
| —       | Leopoldo Andara (VEN)    | DNS          |              |         |